# 诗梳风县
詩梳風縣（高棉語：ស្រុកសិរីសោភ័ណ）是位於柬浦寨西北部班迭棉吉省的一個縣，該縣位於柬浦寨首都金邊以北359公里處，距離波貝48公里。2008年，詩梳風縣總人口數為90279人。詩梳風縣是班迭棉吉省的首府，從金邊至波貝的鐵路從詩梳風縣南部進入該縣境內，之後從該縣西部而出。